# Роттельсайм
Роттельсайм (фр. Rottelsheim) — коммуна на северо-востоке Франции в регионе Гранд-Эст (бывший Эльзас — Шампань — Арденны — Лотарингия), департамент Нижний Рейн, округ Агно-Висамбур, кантон Брюмат.
Площадь коммуны — 2,39 км², население — 322 человека (2006) с тенденцией к стабилизации: 324 человека (2013), плотность населения — 135,6 чел/км².

## Население
Население коммуны в 2011 году составляло 326 человек, в 2012 году — 325 человек, а в 2013-м — 324 человека.
| 1962 | 1968 | 1975 | 1982 | 1990 | 1999 | 2006 | 2008 | 2011 | 2012 | 2013 |
| ---- | ---- | ---- | ---- | ---- | ---- | ---- | ---- | ---- | ---- | ---- |
| 169  | 179  | 171  | 176  | 193  | 292  | 322  | 330  | 326  | 325  | 324  |

Динамика населения:

## Экономика
В 2010 году из 217 человек трудоспособного возраста (от 15 до 64 лет) 170 были экономически активными, 47 — неактивными (показатель активности 78,3 %, в 1999 году — 78,9 %). Из 170 активных трудоспособных жителей работали 164 человека (90 мужчин и 74 женщины), 6 числились безработными (трое мужчин и три женщины). Среди 47 трудоспособных неактивных граждан 23 были учениками либо студентами, 16 — пенсионерами, а ещё 8 — были неактивны в силу других причин.

## Достопримечательности (фотогалерея)
- Здание мэрии
- Церковь Сен-Мартен
- Здание старой фермы
- Фахверковый дом